# Radwan
Radwan, cunoscut sub numele complet ca Fakhr al-Mulk Radwan, (n. secolul al XI-lea – d. 1113) a fost conducătorul selgiuc de Alep între anii 1095–1113, în timpul primei Cruciade.

## Biografie
El a fost fiul lui Tutuș I și frate al lui Dukak, însă a fost crescut de atabegul Janah ad-Dawla al-Husain. Când Tutuș a murit în 1095, Radwan i-a moștenit proprietățile siriene și a domnit din Alep, în timp ce Janah ad-Dawla a fost responsabil de guvernanța reală. Dukak sa revoltat curând împotriva fratelui său și a preluat controlul Damascului, aruncând Siria în haos și anarhie. Dukak a avut sprijinul lui Yaghi-Siyan din Antiohia, ulterior lui Yaghi-Siyan și Dukak sa alăturat și Ilghazi, conducătorul Ierusalimului. Lui Radwan i sa aliat fratele lui Ilghazi, artuchidul Sukman⁠(en)[traduceți].
Radwan la atacat pe Yaghi-Siyan, iar când Dukak și Ilghazi au venit să-l ajute, Radwan a asediat și Damascul. Cu toate acestea, Radwan sa certat în curând cu Janah ad-Dawla al-Husain, fostul său atabegul care capturase Homsul, Yaghi-Siyan era mult mai dispus să-l ajute. O nouă alianță a fost încheiată cu o căsătorie între Radwan și fiica lui Yaghi-Siyan. Cei doi au fost pe punctul de a ataca orașul Shaizar când au auzit despre sosirea primelor cruciați, astfel că toate alianțe s-au desființat și toți s-au întors în propriile lor orașe, deși dacă oricare dintre alianțe ar fi rămas intactă sau ar fi conlucrat, probabil că ar fi fost capabile să împiedice succesul cruciadei.
În 1103, Janah ad-Dawla a fost ucis de un asasin numit al-Hakim al-Munajjim, unul dintre membrii anturajului lui Radwan. Aceasta a fost prima apariție a asasinilor în Siria. După moartea lui Dukak în 1104, doi conducători slabi l-au urmat în Damasc, iar Radwan probabil a capturat orașul în același an. Capitala a rămas totuși la Alep. În 1105 el a asistat în apărarea Tripoliului, care a fost atacat de cruciați. În același an, Tancred, prințul Galileii, regent al Principatului Antiohiei, la învins în bătălia de la Artah și a amenințat pentru scurt timp Alepul. Radwan și Tancred au intrat frecvent în conflict, până când Tancred a redus Alepul la statut de tributar în 1111.
La moartea sa din 10 decembrie 1113, Radwan a fost urmat de fiul său adolescent Alp Arslan al-Akhras, sub regența lui Lulu și ibn al-Khashshab. Curând orașul a căzut în haos și a intrat sub controlul lui Sulaiman, fiul lui Ilghazi, care sa căsătorit cu fiica lui Radwan. În 1128 orașul a fost preluat sub conducerea Mosulului de către atabegul acestuia, Zengi.